# Friedrich Hoffmann
Friedrich Hoffmann (19 de febrero de 1660 - 12 de noviembre de 1742) en Alemania, médico y químico.

## Biografía
Nacido en Halle (Saale), estudió y escribió sobre temas como la pediatría, el agua mineral, y la meteorología; introdujo muchos medicamentos en la práctica (por ejemplo, el espíritu compuesto de éter, y las gotas de Hoffmann). Fue uno de los primeros en describir varias enfermedades, incluyendo la apendicitis
. Reconoció el papel regulador del sistema nervioso. Dio clases en Halle, Sajonia desde 1693. Su enfoque de la fisiología fue mecánico, ver la enfermedad como una alteración del tono del cuerpo.
Escribió un libro sobre brujería De Potentia Diaboli in corpora, en colaboración con uno de sus estudiantes, Gottfried Buching.